# Indo-europäische Telegrafenlinie
Die indo-europäische Telegrafenlinie, kurz Indolinie, war eine Telegrafenverbindung von London über Berlin, Warschau, Odessa, Teheran bis Kalkutta. Sie wurde 1870 in Betrieb genommen und war, abgesehen von kriegsbedingten Abschaltungen während des Ersten Weltkrieges, bis 1931 in Betrieb.

## Geschichte

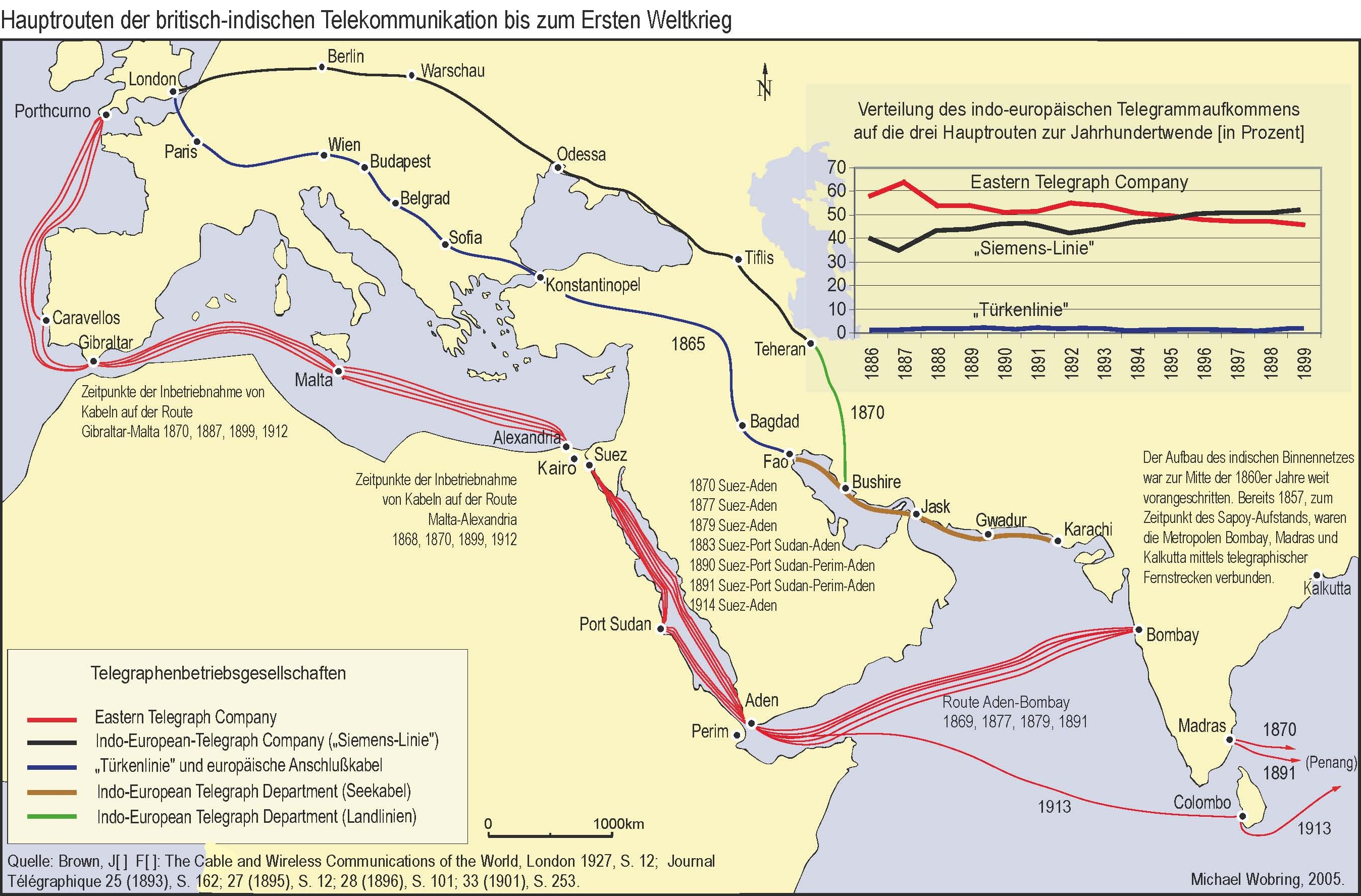
Britisch-indische Telegrafenlinien bis zum Ersten Weltkrieg

### Gründe für den Bau
Eine funktionierende Nachrichtenverbindung zwischen Großbritannien und der wichtigsten Kolonie Indien war schon lange Zeit ein Ziel der britischen Regierung. Dazu wurde 1863 das Indo-European Telegraph Department gegründet. Die Landlinien über Russland und Persien sowie über Persien und der Türkei waren störanfällig. Die Depeschen mussten auf den Zwischenstationen immer wieder, von nur der Landessprache kundigen Beamten, neu eingegeben werden und führten damit zu Verständigungsschwierigkeiten und Fehlern. Die Übertragung der ersten Nachricht von London nach Kalkutta dauerte 6 Tage, 8 Stunden und 44 Minuten. Außerdem waren die Depeschengebühren durch die operative Beteiligung mehrerer Telegrafenverwaltungen sehr hoch. Ein 1859 durch das Rote Meer verlegtes Seekabel versagte nach kurzer Zeit seinen Dienst. Die Situation war völlig unbefriedigend.
Werner von Siemens bot an, die Probleme durch den Bau einer durchgehenden, technisch einheitlich gestalteten und einer einzigen Verwaltung unterstehenden Linie zu beseitigen. Die Depeschen sollten per Induktionsstrom ohne Unterbrechung befördert werden.

### Konzessionen und Finanzierung
Nach langwierigen Verhandlungen erhielt Siemens & Halske 1867 die Konzession zum Bau der Linie durch Russland und im Jahr 1868 durch Persien.
Zur Finanzierung wurde im Jahr 1868 die Indo-European Telegraph Company (IET) als Aktiengesellschaft nach englischem Recht mit einem Kapital von 450.000 Pfund gegründet.

### Bereits vorhandene Leitungen
Für die Übertragung von England nach Preußen (Lowestoft–Emden) sowie im ehemals hannoverschen Staatsgebiet mussten auf Grund von bestehenden Konzessionen die Kabel der Electric Company genutzt werden. Von Emden über Berlin nach Thorn wurde die Leitung in ihrem Staatsgebiet durch die preußische Telegrafenverwaltung der Betriebsgesellschaft zur Verfügung gestellt. Von Teheran aus sollte der Anschluss an das von der britisch-indischen Verwaltung betriebene Netz erfolgen. Die Verbindung Teheran–Buschir existierte bereits seit 1863, die See-Linie Buschir–Karatschi seit 1864. Die Weiterführung nach Kalkutta war über das indische Binnennetz vorgesehen.

### Bau
Die Indo-European Telegraph Company hatte die Strecke Thorn–Warschau–Shitomir–Odessa–Kertsch–Suchumi–Tiflis–Dschulfa–Teheran zu bauen (4700 km). Siemens & Halske übernahm den Bauauftrag für 400.000 Pfund. Am Bau wurden alle Teile des Gesamtgeschäftes von Siemens beteiligt. Siemens Brothers & Co. in London übernahmen die Materialbereitstellung und Verlegung des Unterseekabels durch das Schwarze Meer, Siemens & Halske Berlin und St. Petersburg waren für die Bauausführung verantwortlich. Es wurde an drei Abschnitten (russischer, kaukasischer und persischer Teil) gleichzeitig gebaut. Es waren etwa 70.000 Maste, teils aus Holz, teils aus Eisen, zu setzen und Drähte von 6 mm Durchmesser zu verlegen. Zwischen der Krim und dem Ostende des Schwarzen Meeres wurde auf Grund des unwegsamen Geländes ein Seekabel verlegt. Während der Bauzeit kam es zu Auseinandersetzungen über die Gebührenhöhe des Depeschenwechsels (siehe dazu Abschnitt „Wirtschaftlichkeit“).

### Inbetriebnahme
Die Bauarbeiten waren zu Beginn des Jahres 1870 erfolgreich abgeschlossen. Die sofortige Inbetriebnahme verhinderten Leitungsunterbrechungen durch den harten Winter und die mangelhafte Schulung des Personals mit dem neuen Apparatesystem.
Die Inbetriebnahme erfolgte am 31. Januar 1870, als das erste Telegramm aus Bombay innerhalb einer Stunde in London eintraf.
Am 12. April 1870 konnte von London aus unmittelbar mit Teheran und Kalkutta telegrafiert werden. Die hierfür benötigte Zeit betrug zwischen London und Teheran eine Minute, zwischen London und Kalkutta 28 Minuten.
Das erfolgreiche Unternehmen war ein großer Prestigegewinn für Siemens & Halske.

## Technik der Nachrichtenübertragung

Der Sendeapparat von Siemens

Von Siemens & Halske wurde als Apparatesystem ein Lochstreifentelegraph mit Kurbelinduktor verwendet. Durch einen Kurbelmechanismus wurde eine Spule im Feld eines permanenten Magneten gedreht und erzeugte die Stromimpulse für die Übertragung. Durch den Einsatz von Lochstreifen, die mit gleichmäßiger Geschwindigkeit durch eine Kontaktvorrichtung gezogen wurde, konnte die Eingabegeschwindigkeit erhöht werden. Auf Grund der großen Entfernungen wurde der Telegrafiestrom durch wachsenden Leitungswiderstand und ungenügende Isolation geschwächt. Es war erforderlich, Relaisstationen zwischenzuschalten. Der schwache Stromimpuls wurde auf einen empfindlichen Elektromagnet geleitet, dessen Anker einen Kontakt betätigte. Dieser Kontakt schloss den Stromkreis einer Ortsbatterie und gab einen verstärkten Impuls an die nächste Station weiter.

## Wirtschaftlichkeit
Entscheidend für die dauerhafte Wirtschaftlichkeit der Linie waren die Übertragungsgebühren. Bereits kurz nach Baubeginn gab es dazu Auseinandersetzungen. Die Gebühren für ein Zwanzig-Wort-Telegramm senkte der Welttelegrafenkongress im Sommer 1868 von 87 ½ Franken auf 71 Franken, das heißt um 18,85 Prozent. Damit war die Wirtschaftlichkeit der Linie nicht mehr gegeben und es drohten Verluste. Ein akzeptables Ergebnis wurde in Nachverhandlungen erreicht. Die Indo-European Telegraph Company IET erzielte ab 1886 aus dem Betrieb der Linie hohe Erträge.

## Betrieb und Einstellung der Linie
Bei Vertragsabschluss für den Bau sicherte sich Siemens & Halske auch die Wartung und den Betrieb der Linie für 34.000 Pfund jährlich. Bereits im Juli 1870 fiel das Seekabel im Schwarzen Meer durch ein Erdbeben aus und wurde durch eine Landlinie ersetzt. Ab Anfang 1871 war die Linie wieder in Betrieb. Infolge der russisch-türkischen Auseinandersetzungen kam es nochmals im Mai 1877 zur Zerstörung der Linie an der Schwarzmeerküste, diese wurde bis Ende August 1877 wieder behoben. Im Jahr 1913 wurden an Werktagen durchschnittlich 1500 Telegramme übertragen. Mit Ausnahme von 1914 bis 1921, bedingt durch den Ersten Weltkrieg und die politischen Wirren der Folgezeit, war die Telegrafenlinie schnell, sicher und rentabel in Betrieb. Zur Einstellung der Linie 1931 führte der technische Fortschritt – die Anwendung der drahtlosen Telegrafie. Die einzelnen Teilstücke der Linien gingen in den Besitz der jeweiligen Staaten über und wurden weiter für den innerstaatlichen Telegrammverkehr genutzt.